# Viking Skull
Viking Skull est un groupe de stoner rock et heavy metal britannique, originaire de Corby, Northamptonshire. Formé en 2002, le groupe se compose actuellement du chanteur et guitariste Roddy Stone, des guitaristes Frank Regan et Dom Wallace, du bassiste Kevin « Waldie » James et du batteur Jess Margera. Originellement formé par Stone, Regan et Waldie aux côtés du guitariste Darren Smith et du batteur Gordon Morrison, le groupe devait être initialement un groupe comique créé en soutien à Raging Speedhorn.

## Biographie

### Débuts (2002–2006)
Viking Skull est formé en 2002 à Corby, Northamptonshire, par les membres de Raging Speedhorn, Frank Regan, Darren Smith (guitare) et Gordon Morrison (batterie), aux côtés de Roddy Stone (chant) et leur agent artistique Kevin « Waldie » James (basse). Après avoir écumé les salles du Royaume-Uni, Viking Skull enregistre son premier EP intitulé Chapter One avec un budget d'approximativement £500, qu'ils publient en 2003 au label Grand Union Recordings. Chapter One est bien accueilli par la presse spécialisée ; le magazine Metal Hammer attribue une note exceptionnelle de 11 sur 10 à l'EP.
Le groupe mélangeant rock 'n' roll traditionnel avec du heavy metal se fait repérer par HIM qui les prendra avec lui au Download Festival. En novembre, le groupe joue en soutien au chanteur Wednesday 13 des Murderdolls lors d'une tournée britannique. Cependant, Regan quitte le groupe pendant la tournée, forçant Stone à jouer de la guitare et à chanter. En octobre 2005, le groupe est renvoyé d'une tournée par Alice Cooper et Twisted Sister. Le guitariste de Twisted Sister, Jay Jay French, rejette le fait que le groupe ait été « jeté » de la tournée et accuse les promoteurs de les avoir mal informés. D'autres dates sont organisées aux côtés de Clutch et CKY.
Le groupe publie son premier album studio, Born in Hell, en novembre 2005. Contrairement à Chapter One, l'album est accueilli d'une manière mitigée ; Blabbermouth.net, par exemple, décrit Born in Hell comme « un cliché de metal débile et bref », et AllMusic critique les paroles. En janvier 2006, ils signent au label 456 Entertainment. Le label distribue Born in Hell aux États-Unis un an plus tard, en même temps qu'une tournée organisée au Royaume-Uni en juin. Le groupe participe au Download Festival.

### Changements et pause (2006–2014)
Après avoir participé aux Download Festival en 2006, partageant la scène avec CKY, Clutch ou encore HIM, le groupe se sépare après des problèmes internes entre Stone et Waldie et Smith et Morison. Le groupe est officiellement séparé le 25 septembre 2006. Sept mois plus tard, Stone décide de reformer le groupe avec de nouveaux membres, gardant Waldie à la basse et en recrutant Jesse Margera, le frère de Bam Margera, à la batterie et Julian Cooper à la guitare. Le groupe partit aux États-Unis enregistrer leur second album Chapter Two en Pennsylvanie. Plusieurs membres de CKY participeront à cet album.
Le groupe joue son premier concert aux États-Unis le 26 juillet 2008 au Filthy Note Theatre de West Chester, en Pennsylvanie, ville natale de Margera. Pendant la révélation des dates, le groupe aurait commencé à enregistrer leur nouvel album Doom, Gloom, Heartache and Whiskey pendant leur passage aux États-Unis, avec Ginsburg à la production. L'album est publié en novembre à Powerage Records, un nouveau label cofondé par le magazine Classic Rock. Il suit d'une tournée britannique et d'une tournée américaine avec Clutch avant la fin du mois,. Pour la tournée, leur nouveau guitariste Vose est remplacé par Darren Smith, Vose n'étant pas joignable.
Le guitariste Frank Regan rejoint Viking Skull au début de 2010 et le groupe commence ses travaux sur son album. En octobre 2010, la compilation Heavy Metal Thunder est publiée ; elle comprend leurs chansons Chapter One et Born in Hell, ainsi que des chansons bonus inédites. Le troisième album du groupe, Cursed By the Sword est publié en mai 2012, par Transcend Music. Le groupe fait une pause après la sortie de l'album.

### Retour et quatrième album (depuis 2015)
En janvier 2015, le groupe lance un projet Kickstarter afin de collecter des fonds pour publier leur nouvel album, Chapter III (plus tard renommé Viking Skull), demandant £10 000 aux fans. L'album est annoncé pour octobre par le chanteur Stone, mais il est repoussé pour le début de 2016. Le groupe achève aussi une brève tournée britannique en février 2016.

## Membres

### Membres actuels
- Roddy Stone – chant, guitare (depuis 2002)
- Frank Regan – guitare (2002–2004, depuis 2010)
- Kevin « Waldie » James – basse (depuis 2002)
- Jess Margera – batterie (depuis 2006)
- Dom Wallace – guitare (depuis 2008)

### Anciens membres
- Darren Smith – guitare (2002–2006, 2008)
- Gordon Morrison – batterie (2002–2006)
- Julian « Jules » Cooper – guitare (2006–2008)
- Rich Vose – guitare (2008)

## Discographie
- 2003 : Chapter One
- 2005 : Born in Hell
- 2007 : Chapter Two
- 2007 : Blackened Sunrise (EP)
- 2008 : Doom, Gloom, Heartache, and Whiskey
- 2010 : Heavy Metal Thunder (compilation)
- 2012 : Cursed By the Sword
- 2015 : Live at Voodoo Lounge (album live)
- 2016 : Viking Skull